# コミック・ノストラダムス
『コミック・ノストラダムス』は、かつて祥伝社が刊行していた月刊漫画雑誌。後に『マガジン・ノン』に改名された。

## コミック・ノストラダムス

### 概要
1983年8月創刊。毎月25日発売で、祥伝社初の漫画雑誌となる。表紙イラストは岩名涼が担当。対象年齢は不明だが、おそらく青年誌よりも上と思われる。漫画だけではなく、夢枕獏の小説『魍魎の女王』も掲載されていた。
1985年2月で『コミック・ノストラダムス』としての刊行は終了し、1985年3月に『マガジン・ノン』に改名され、再び刊行する。

### 主な連載
漫画
- ノストラダムス　愛伝説（作：小池一夫、画：やまさき拓味）
- 黒田・三十六計（平田弘史）
- フェアウェイ社員（作：やまさき十三、画：村祭まこと）
- 超コマンド・タキ（甲良幹二郎）
- 餓鬼（ギャラ）（ジョージ秋山）
- くっとろい奴（作：牛次郎、画：ビッグ錠）
- マニアックス21（田中正仁）
- ブランカ（谷口ジロー）
- 角栄生きる（小林よしのり）
- 老子道（石ノ森章太郎）
- あかべこ（高橋晴雅）
- 青春残飯物語（あさだ圭）
- 色道修行（石ノ森章太郎）

小説
- 魍魎の女王（夢枕獏）

## マガジン・ノン

### 概要
1985年3月、『コミック・ノストラダムス』を改名して刊行される。表紙がイラストではなくなり、女性モデルや女優の写真になった。『コミック・小説・ノンフィクション! 一冊で三冊分楽しめる!!』というキャッチコピーの通り、漫画・小説・ノンフィクションの3つが掲載されている。『コミック・ノストラダムス』を継いで連載されている作品もある。
1986年4月、廃刊。

### コミック・ノストラダムスを継いで連載されていた作品
漫画
- ノストラダムス　愛伝説（作：小池一夫、画：やまさき拓味）
- 角栄生きる（小林よしのり）
- マニアックス21（田中正仁）
- ブランカ（谷口ジロー）
- 青春残飯物語（あさだ圭）

小説
- 魍魎の女王（夢枕獏）

### 新たな連載作品
漫画
- フランケンシュタインシンドローム少女（ジョージ秋山）
- 180R（ヘアピン）の鷹（はだみちとし）
- 乱童（木村周司）
- 万作らぷそでィ（はやしたすく）
- Jr.は三代目（前川K三）
- 黄金の道（すがやみつる）

小説
- チープ・セレナーデ（越沼初美）
- 夢みる婦警（胡桃沢耕史）
- 飛騨のヤマトタケル（豊田有恒）
- 黄金の女（門田泰明）
- 魔界都市ブルース（菊地秀行）
- グッドラックとしか言いようがない（片岡義男）
- 殺人がいっぱい（辻真先）

## ノン・コミック（漫画単行本レーベル）
『コミック・ノストラダムス』、『マガジン・ノン』共通で『ノン・コミック』という漫画単行本レーベルが出版されていた。背表紙には祥伝社のマスコットキャラと、NC（ノン・コミックの意）が記載されている。